# Radio Soundportal
Radio Soundportal  ist ein unabhängiges lokales Privatradio mit einer alternativen Musikfarbe aus der Steiermark in Österreich. Als Kernzielgruppe werden die 14- bis 35-Jährigen angegeben.

## Geschichte
Radio Soundportal ging am 25. September 2000 in Graz unter dem Namen 97.9 FM – das Soundportal auf Sendung. Im Laufe der Zeit kamen weitere Frequenzen in der Oststeiermark dazu.
Zu Beginn hatte der Sender, wie etwa Njoy Radio, eine Ausbildungsfrequenz und durfte daher keine Werbung senden. Nur wurde der Sender, im Gegensatz zu Njoy, damals schon kommerziell geführt und hatte feste Moderatoren.

## Programm
Die wichtigsten Sendungen:
- Cafe Sunrise – montags bis freitags von 6 bis 10 Uhr, samstags von 7 bis 10 Uhr: Morningshow mit Veranstaltungstipps, Sport- und Boulevardnachrichten
- Mailbox – montags bis freitags von 10 bis 14 Uhr: ähnlich der Sendung Update von FM4 Vormittags- und Mittagsprogramm mit Webtip, Platte der Woche sowie aktuelle Themen aus den Ressorts Politik, Wirtschaft, Soziales, Kultur
- Daywatch – montags bis freitags von 14 bis 18 Uhr: Nachmittagsprogramm mit IT-Nachrichten, Kino-Informationen und Veranstaltungstipps
- Club Soundportal – montags bis donnerstags von 18 bis 21 Uhr: Musikmagazin am Abend

## Claims
- Das Soundportal (Sendestart)
- Das Soundportal kann alles
- Immer da, wo oben ist
- Good music for good people

## Empfang
Das Programm ist terrestrisch über DAB+ und neun UKW-Frequenzen (analog) in Graz, der Oststeiermark, Weststeiermark, Mürztal und als erstes österreichisches Hörfunkprogramm war von 2009 bis 2014 digital über vier DVB-T-Sender in der Region Mur-Mürztal zu empfangen. Hinzu kommen flächendeckende Kabelfrequenzen und eine weltweite Verbreitung über das Internet.
- Empfangsgebiet: Graz, Graz-Umgebung, Leibnitz (und tlw. Empfang in Deutschlandsberg und Voitsberg), Sender-Standort: Plabutsch / Lüftungsschacht Nord, Frequenz: 97,9 MHz
- Empfangsgebiet: Graz-Nord, Gratkorn, Sender-Standort: Gratkorn / Forstviertel, Frequenz: 102,1 MHz
- Empfangsgebiet: Hartberg, Sender-Standort: Hartberg / Kalvarienberg, Frequenz: 102,2 MHz
- Empfangsgebiet: Feldbach / Fürstenfeld (und tlw. Empfang in Bad Radkersburg), Sender-Standort: Bad Gleichenberg / Stradner Kogel, Frequenz: 100,4 MHz
- Empfangsgebiet: Gleisdorf, Sender-Standort: Gleisdorf / Sommerberg, Frequenz: 95,9 MHz
- Empfangsgebiet: Weiz, Sender-Standort: Landscha bei Weiz / FW-Schlauchturm, Frequenz: 100,9 MHz
- Empfangsgebiet: Voitsberg, Sender-Standort: Gößnitz / Gößnitzberg, Frequenz: 103,0 MHz
- Empfangsgebiet: Deutschlandsberg, Sender-Standort: Deutschlandsberg / Ulrichsberg, Frequenz: 106,6 MHz
- Empfangsgebiet:  Leoben / Bruck an der Mur / Kapfenberg (Mur-, Mürztal – von Judenburg bis Mürzzuschlag), Sender-Standort: Mugel, Frequenz: 89,6 MHz